# Рибне (Київ)
Рибне (також хутір Рибний) — місцевість у Дніпровському районі Києва, поселення (хутір) на території Броварського лісу, за 2 км на південь від Броварського проспекту. Сполучене із Броварським проспектом вулицею Береговою. Назва походить від озера, розташованого трохи західніше хутора.

## Історія
Садиби в районі урочища Рибне були ще на початку XX століття: у 1900 році у 7-й квартал Дніпровського лісництва перевезли хату з вулиці Жилянської, пізніше поряд постали ще кілька садиб — дві у 15-му та одна у 22-му кварталах лісництва. На мапі 1918 року зафіксована також садиба на березі озера Рибне, на цьому місці пізніше постала свиноферма — підсобне господарство заводу «Маяк». У 1932 році на хуторі мешкало 22 жителі. Під час Голодомору померло 3 мешканця, ще двоє загинули у часи Другої Світової війни.
У 1946 за наказом Микити Хрущова, який тоді очолював Раднарком УРСР, у цій місцевості організували радгосп водоплавної птиці, а для працівників радгоспу поруч звели невелике поселення — гуртожиток і два будинки на 16 квартир. Пізніше тут створили свиноферму та бійню, усе це господарство мало назву «Радгосп Рибне».
За радянських часів селище Рибне фактично було прирадгоспним поселення, і його житловий фонд підпорядковувався радгоспу та Головному управлінню торгівлі. Станом на 1990 рік у селищі проживало понад 60 родин в 11 будинках. У 1994 році, коли радгосп занепав і був ліквідований, про селище Рибне міська влада фактично забула. З часом припинилося і транспортне сполучення з Києвом. У 1999 році відкрили маршрут шкільного автобуса, який перевозив дітей селища до школи в Биківні, проте це майже не виправило ситуацію із транспортом, селище продовжувало занепадати. Лише на початку 2010-х років забутим селищем зацікавилися журналісти і привернули до Рибного увагу міської влади. 23 травня 2012 року відкрили маршрутне таксі, яке сполучило селище з містом.

## Забудова та інфраструктура
У сучасному селищі Рибне мешкають близько 200 жителів, забудову складають 2 двоповерхових будинки на 16 квартир і 6 одноповерхових будинків «фінського типу». Вулиця Берегова — єдина вулиця селища.
Радгосп не діє, з усіх виробничих потужностей радгоспу функціює лише бійня. У селищі відсутні будь-які об'єкти інфраструктури (крамниці, школа, дитячий садок, медична установа). Також у селищі відсутнє централізоване водопостачання та каналізація. У 2016 році через випадки захворювання на гепатит мешканців селища міська влада почала будівництво нової артезіанської свердловини, адже воду зі старої свердловини, якою мешканці селища користувалися довгі роки, визнали непридатною для пиття.
Із 23 травня 2012 по 31 липня 2020 тричі на день курсувало маршрутне таксі № 154, що сполучало Рибне з Лісовим масивом Києва.
З 1 серпня 2020 замість маршрутного таксі №154 почав курсувати автобусний маршрут №10. Маршрут та графік роботи не змінився.
Поряд з поселенням знаходиться лісовий заказник «Рибне». На території заказника є кілька заболочених водойм, які раніше використовувалися для риборозведення.

## Галерея

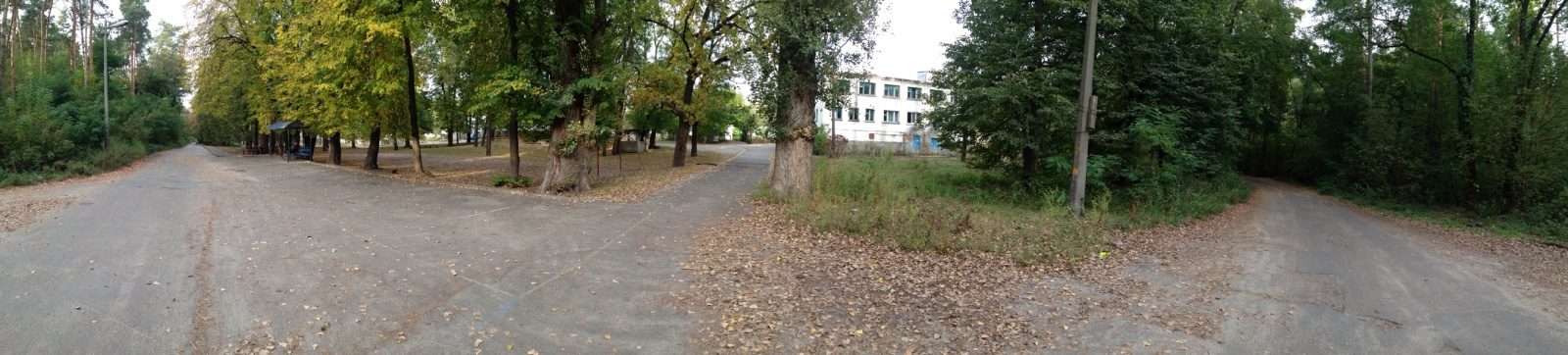
Хутір Рибне
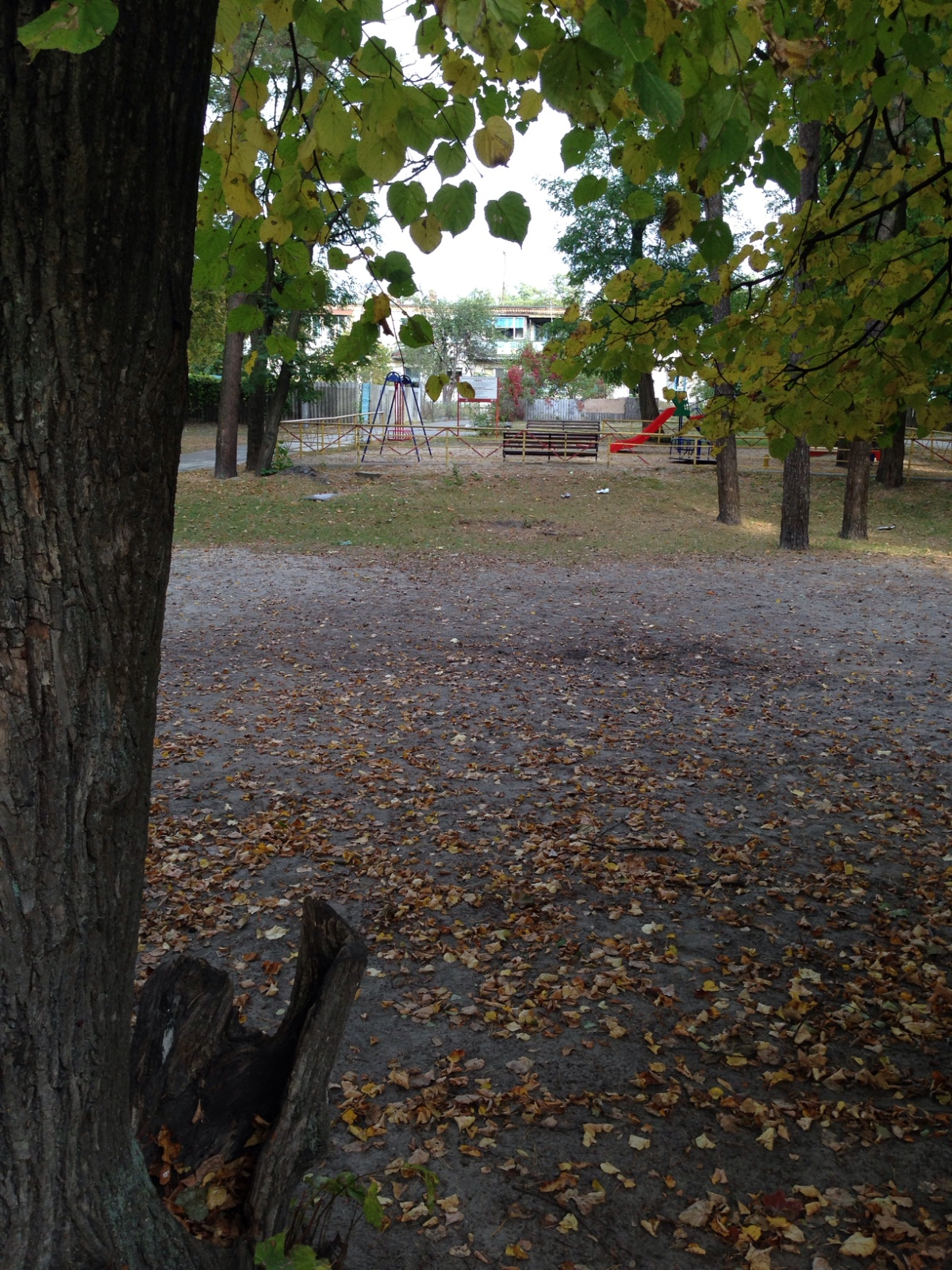
Хутір Рибне
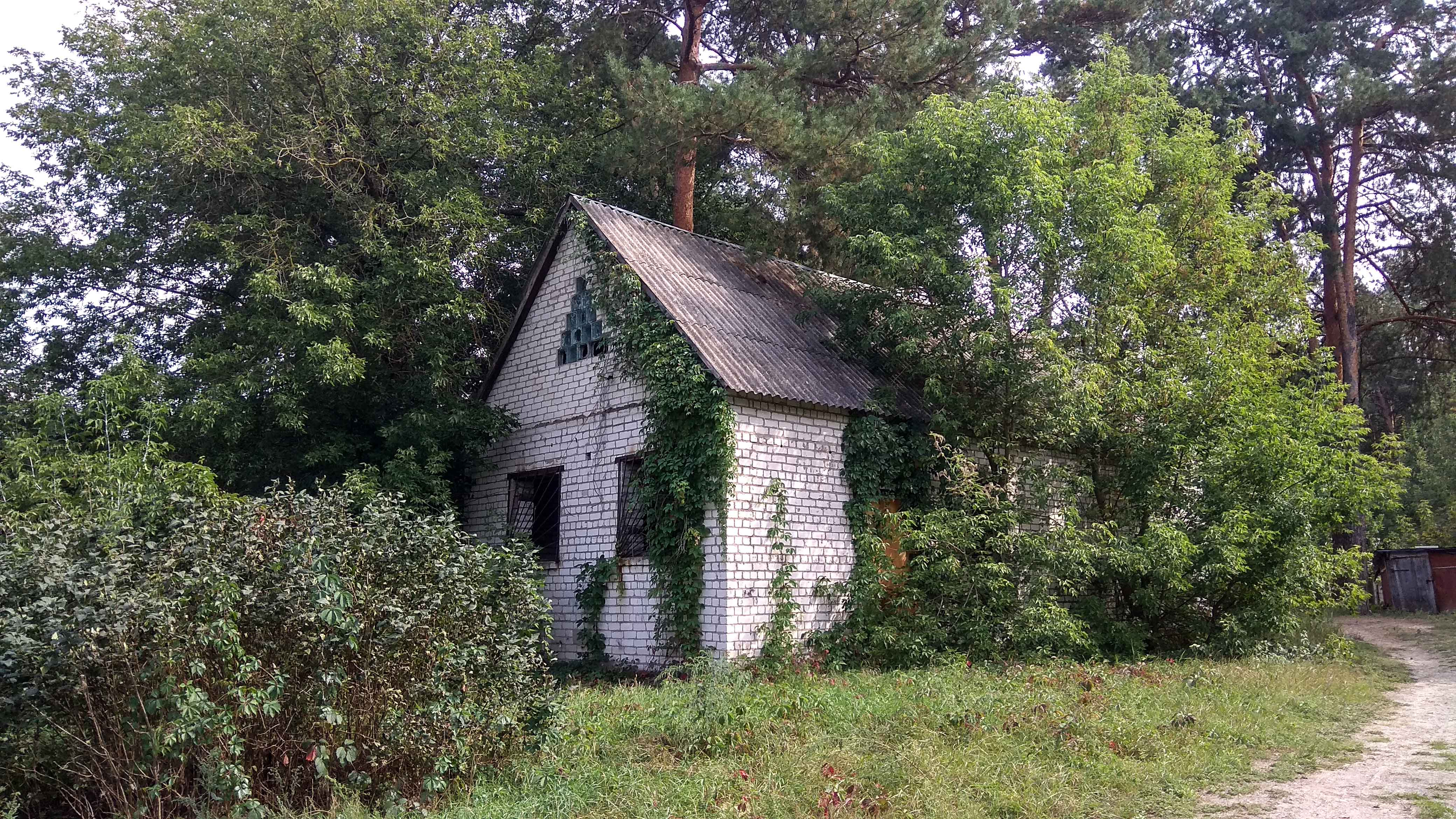
Закинутий будинок у Рибному
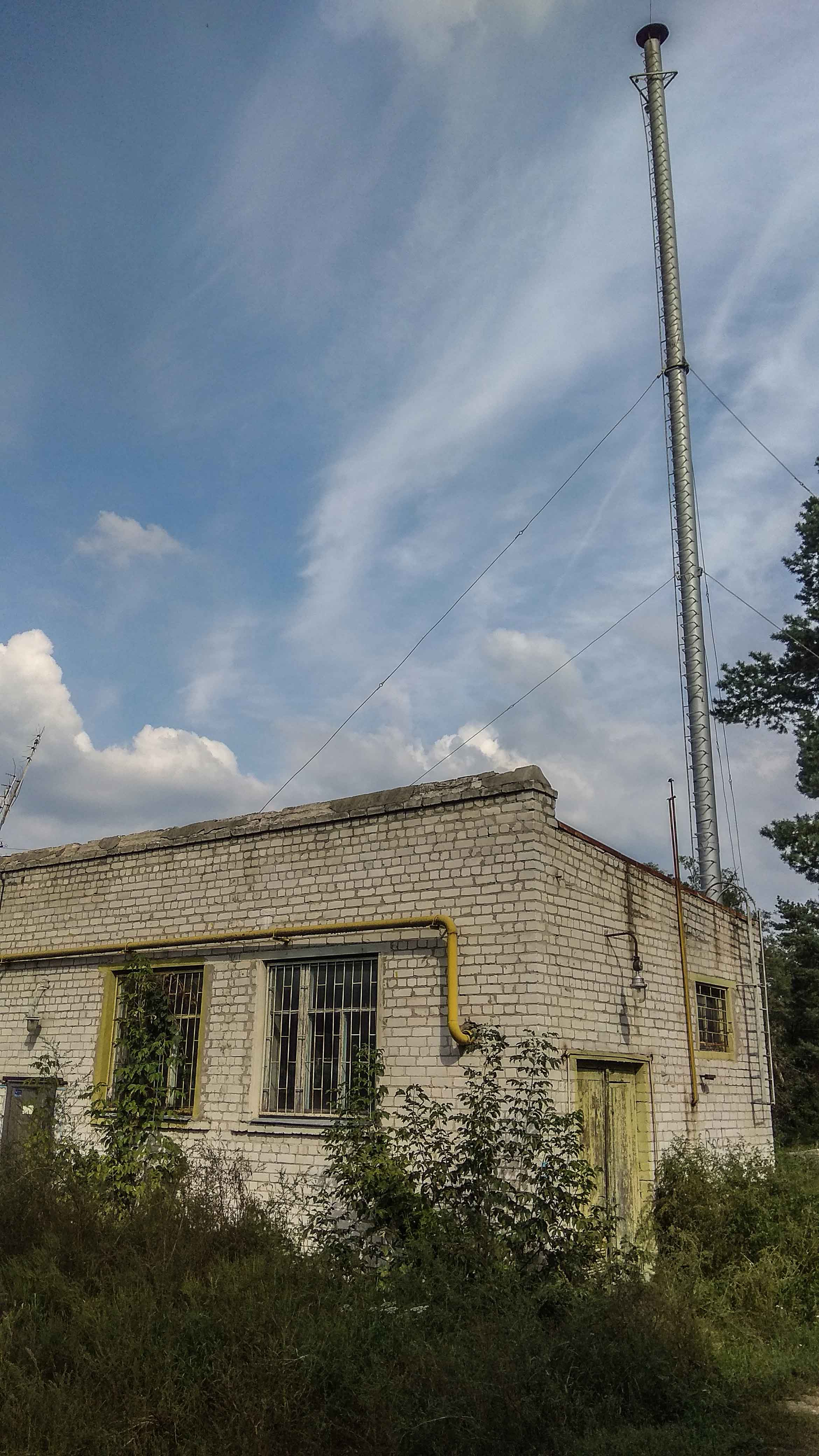
Котельня в Рибному
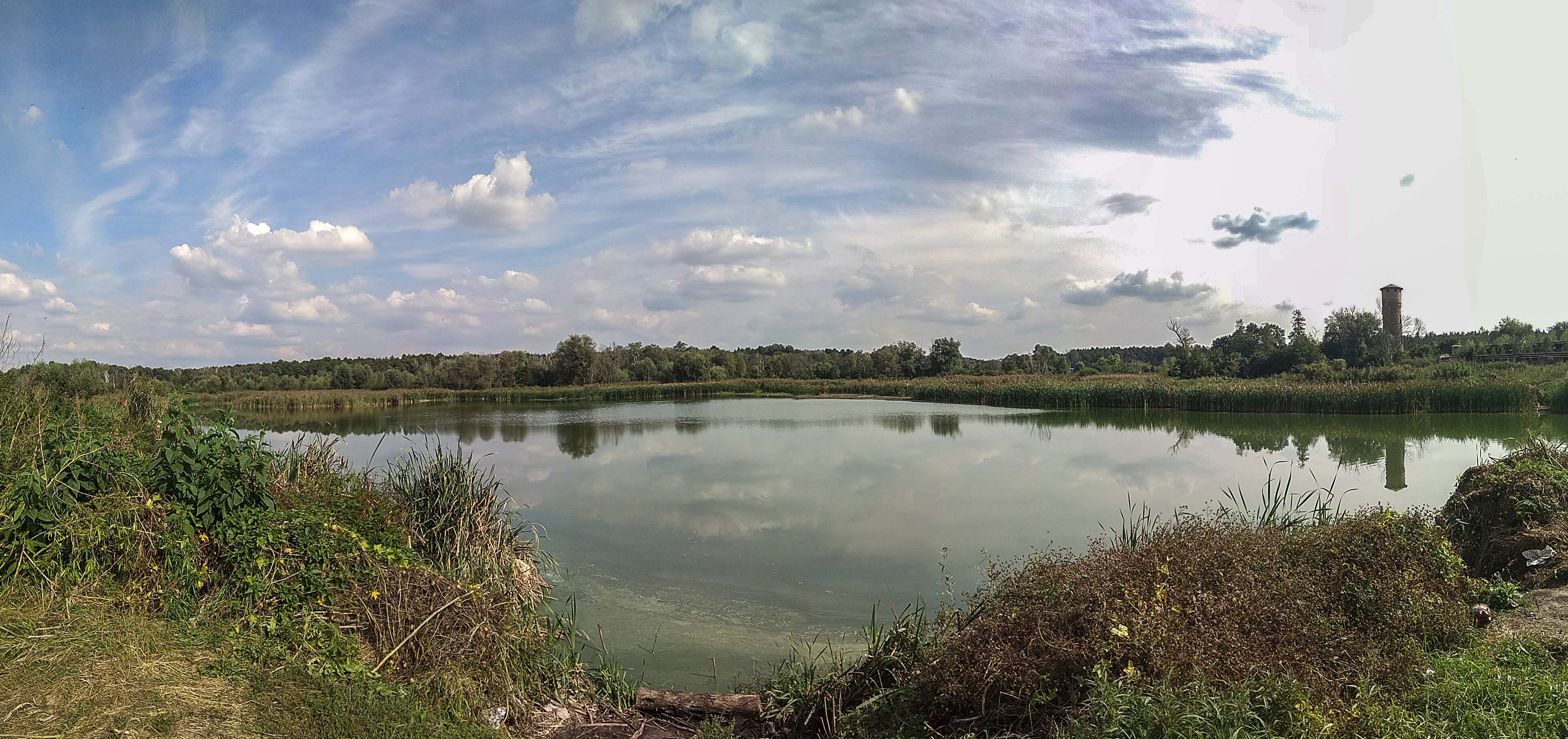
Озеро Рибне
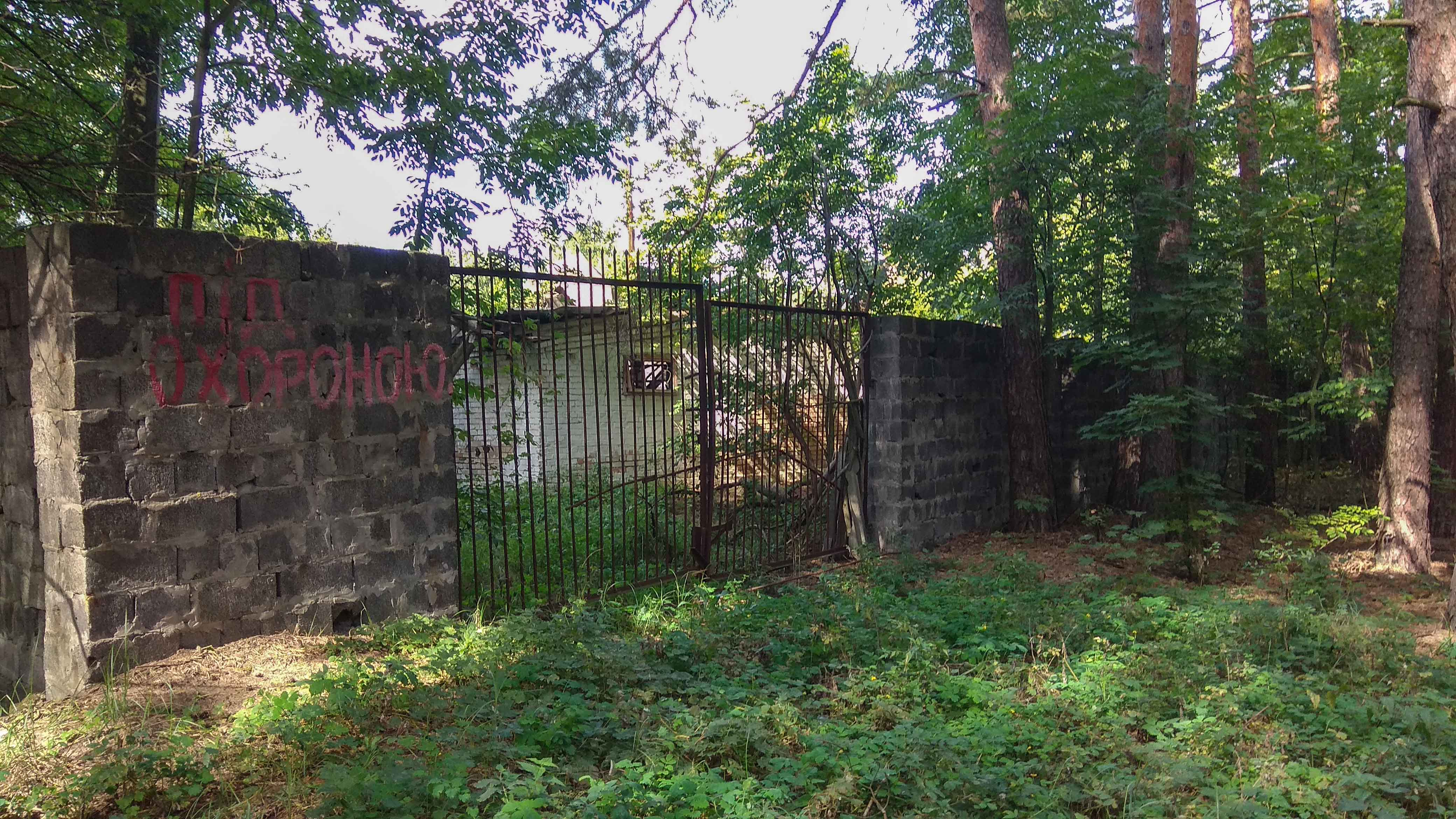
Радгосп Рибне
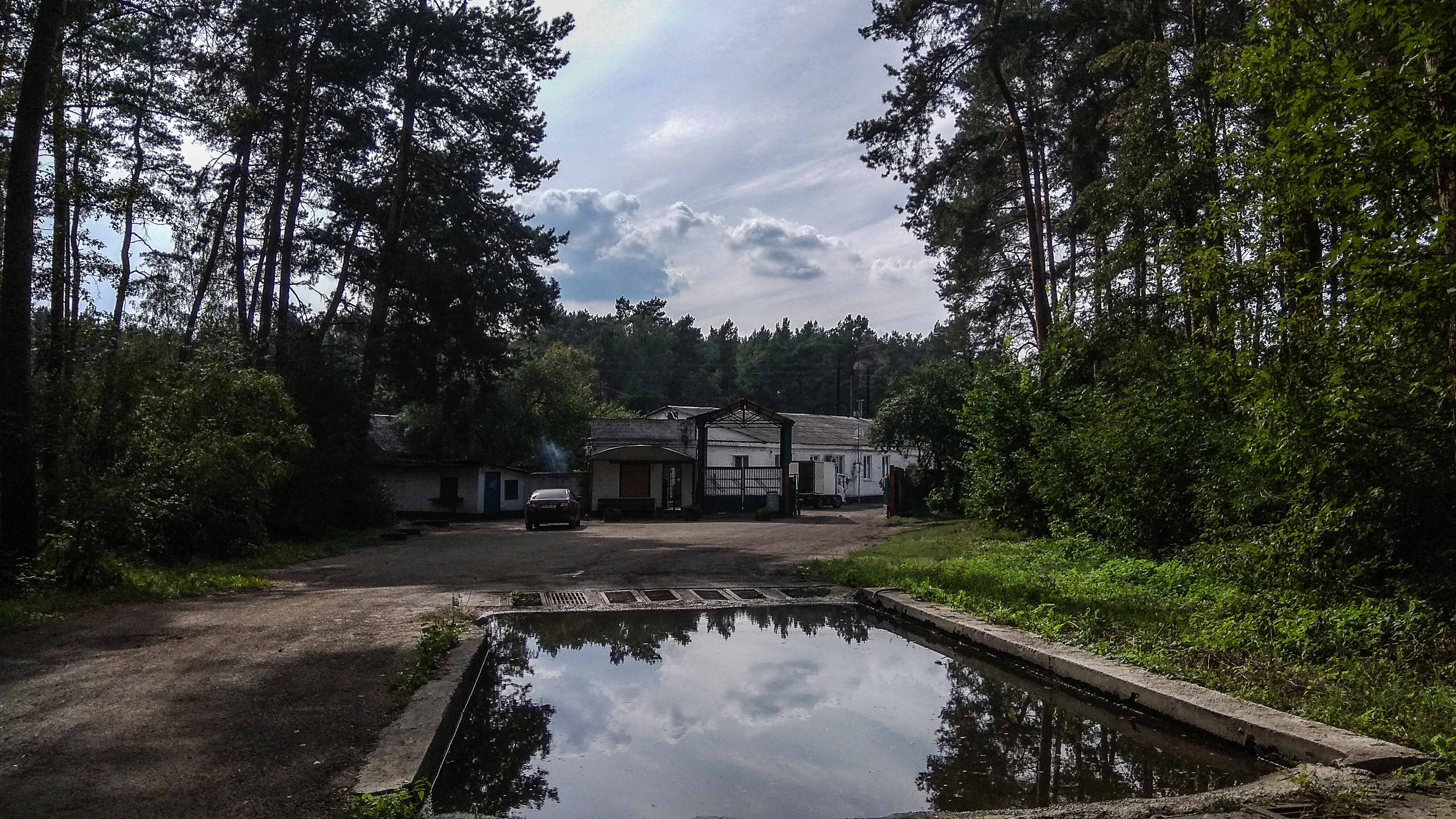
Бійня у Рибному
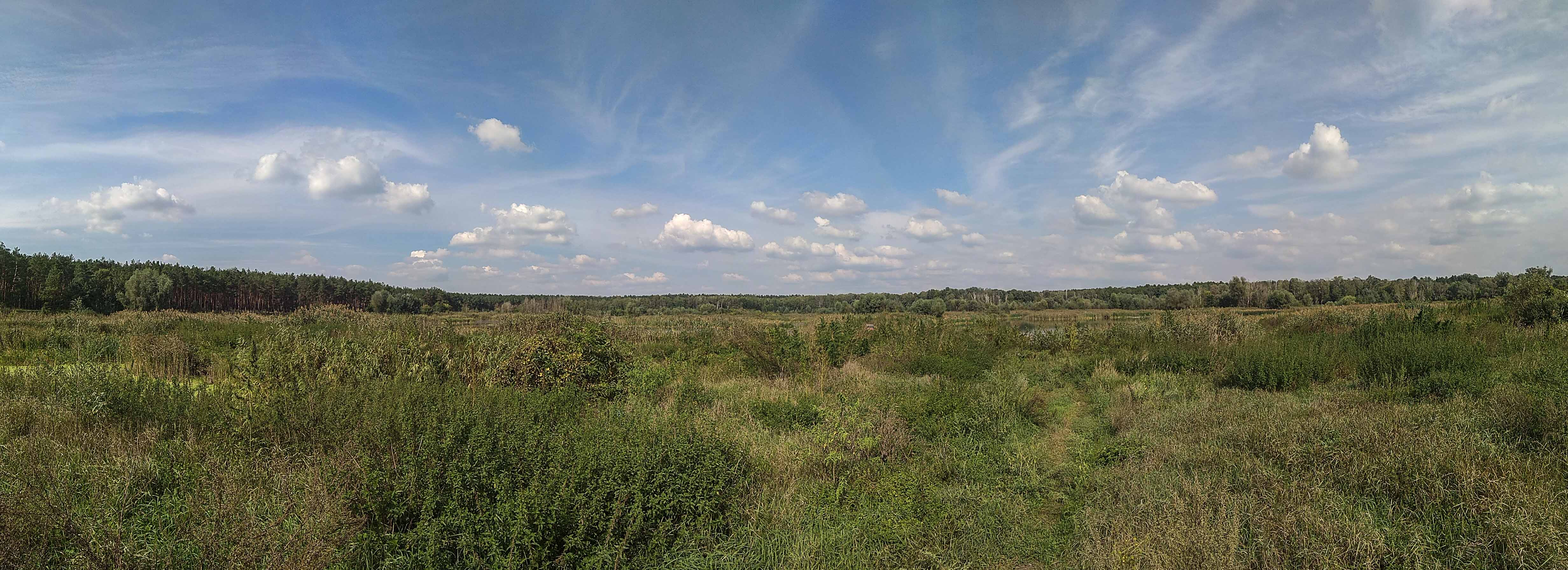
Урочище Рибне
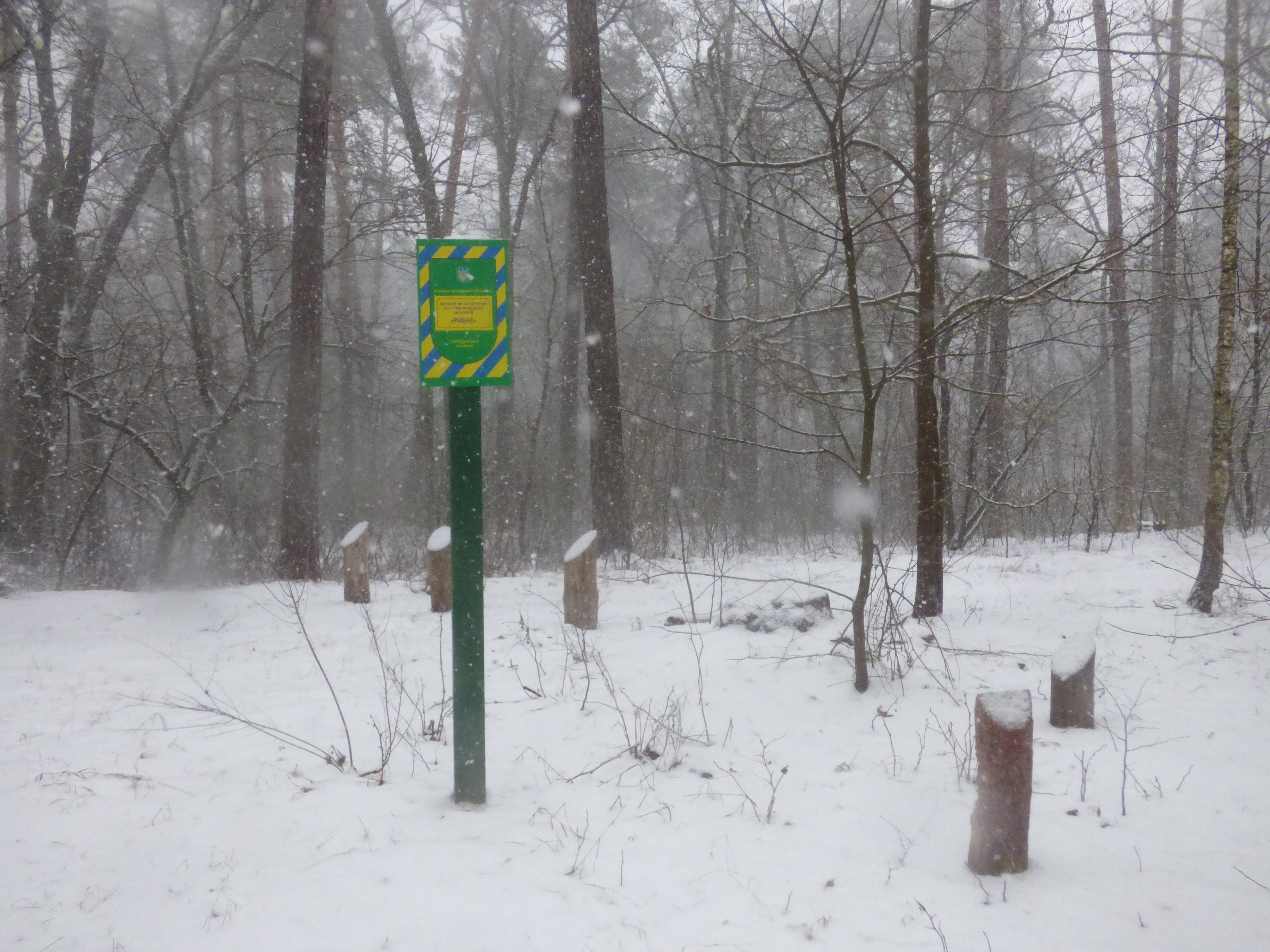
Лісовий заказник Рибне
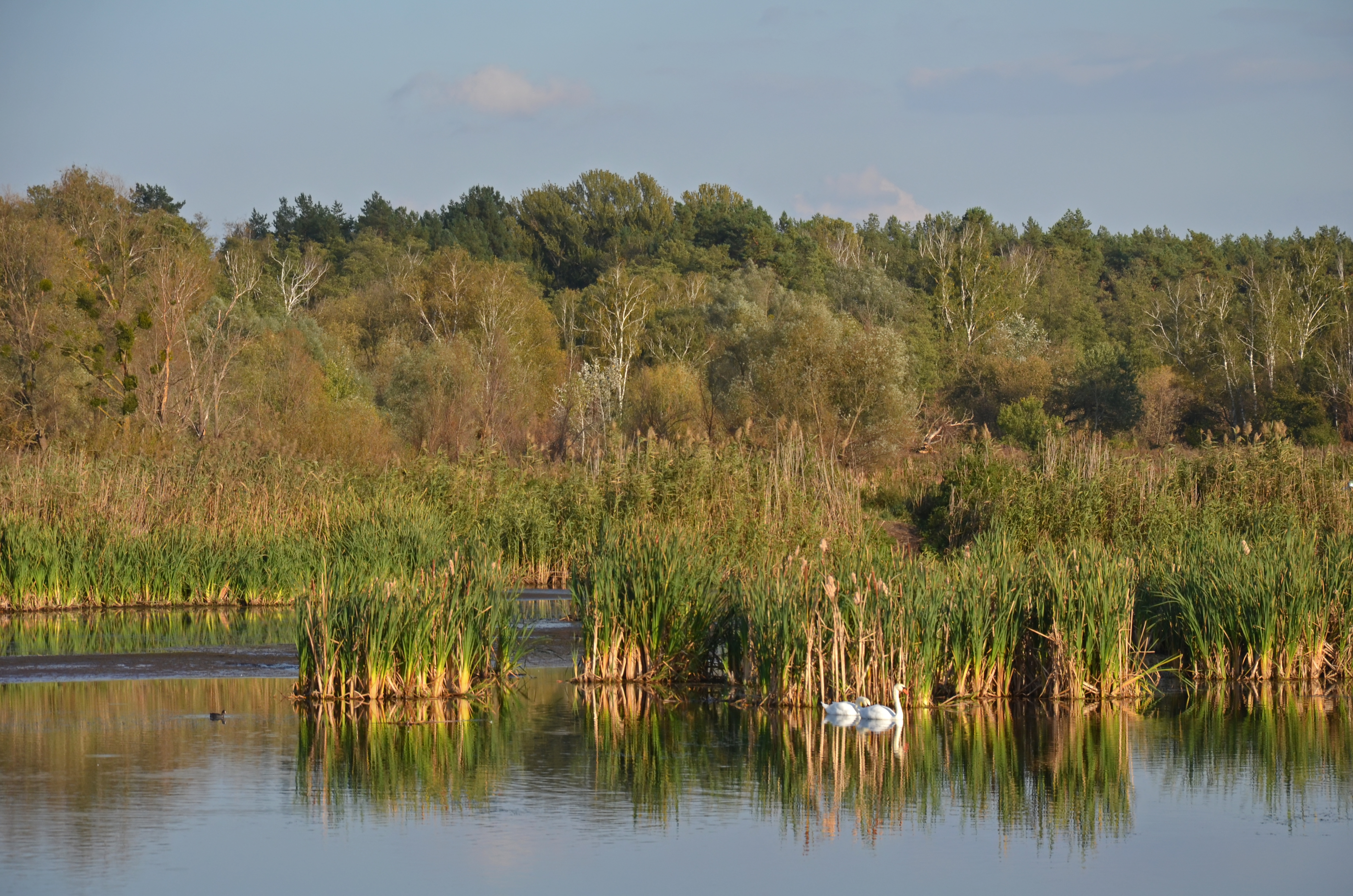
Рибне, Заказник лісовий
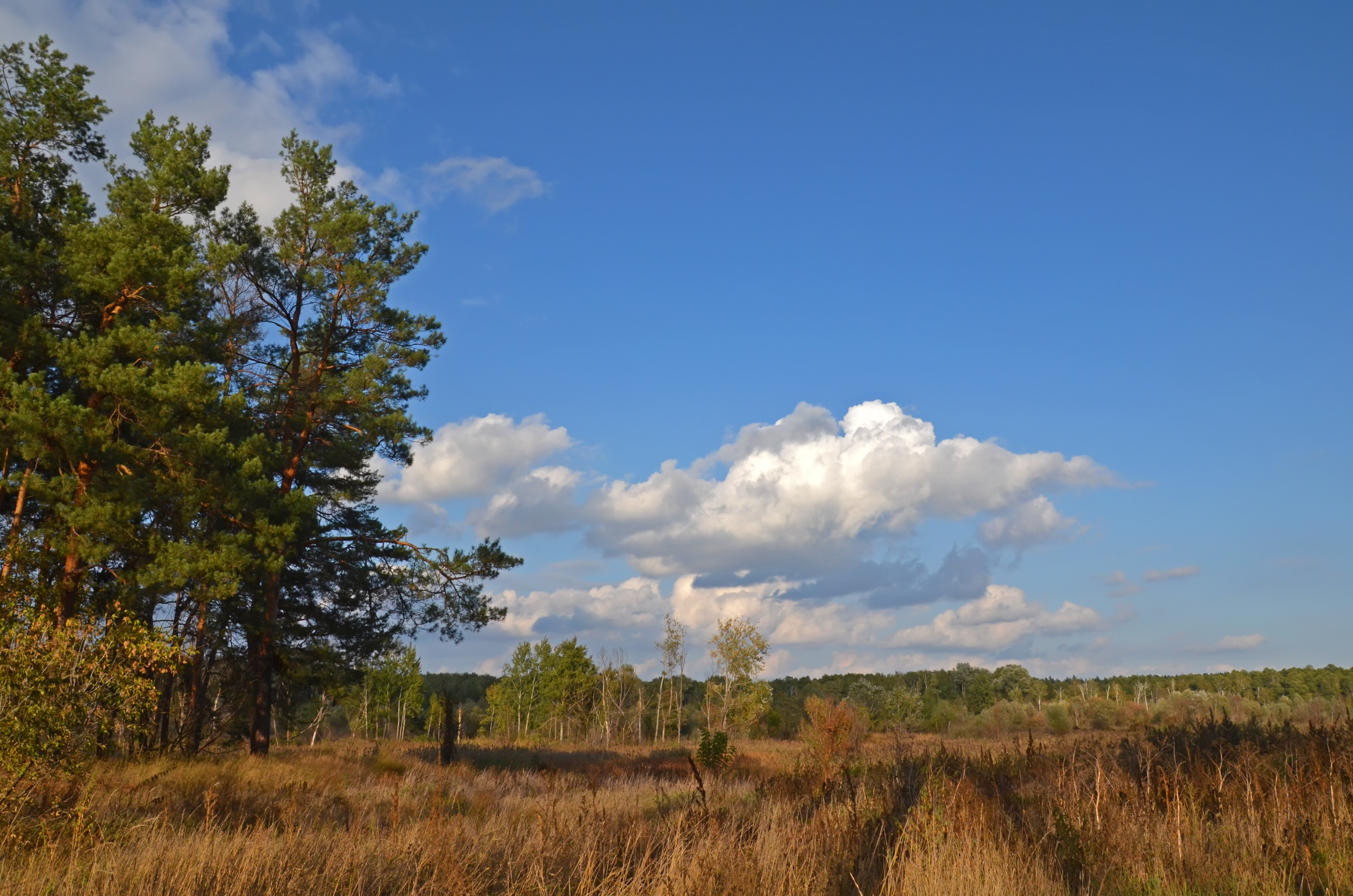
Рибне, Заказник лісовий